# (6512) de Bergh
(6512) de Bergh es un asteroide perteneciente al cinturón de asteroides descubierto el 21 de septiembre de 1987 por Edward Bowell desde la Estación Anderson Mesa (condado de Coconino, cerca de Flagstaff, Arizona, Estados Unidos).

## Designación y nombre
Designado provisionalmente como 1987 SR1. Fue Nombrado en honor a Catherine de Bergh (n. 1945), científica planetaria del Observatorio de París que ha estudiado la composición de los planetas gigantes y terrestres. Encontró monóxido de carbono en Titán y HDO en la atmósfera marciana. Ha descrito la química de la atmósfera inferior de Venus y también se ha interesado por las superficies heladas de Ío, Tritón y Plutón.

## Características orbitales
de Bergh está situado a una distancia media del Sol de 2,571 ua, pudiendo alejarse hasta 3,048 ua y acercarse hasta 2,095 ua. Su excentricidad es 0,185 y la inclinación orbital 11,019 grados. Emplea 1505,98 días en completar una órbita alrededor del Sol.

## Características físicas
La magnitud absoluta de de Bergh es 13,51. Tiene 5,184 km de diámetro y su albedo se estima en 0,345.